# 前德拉亨山

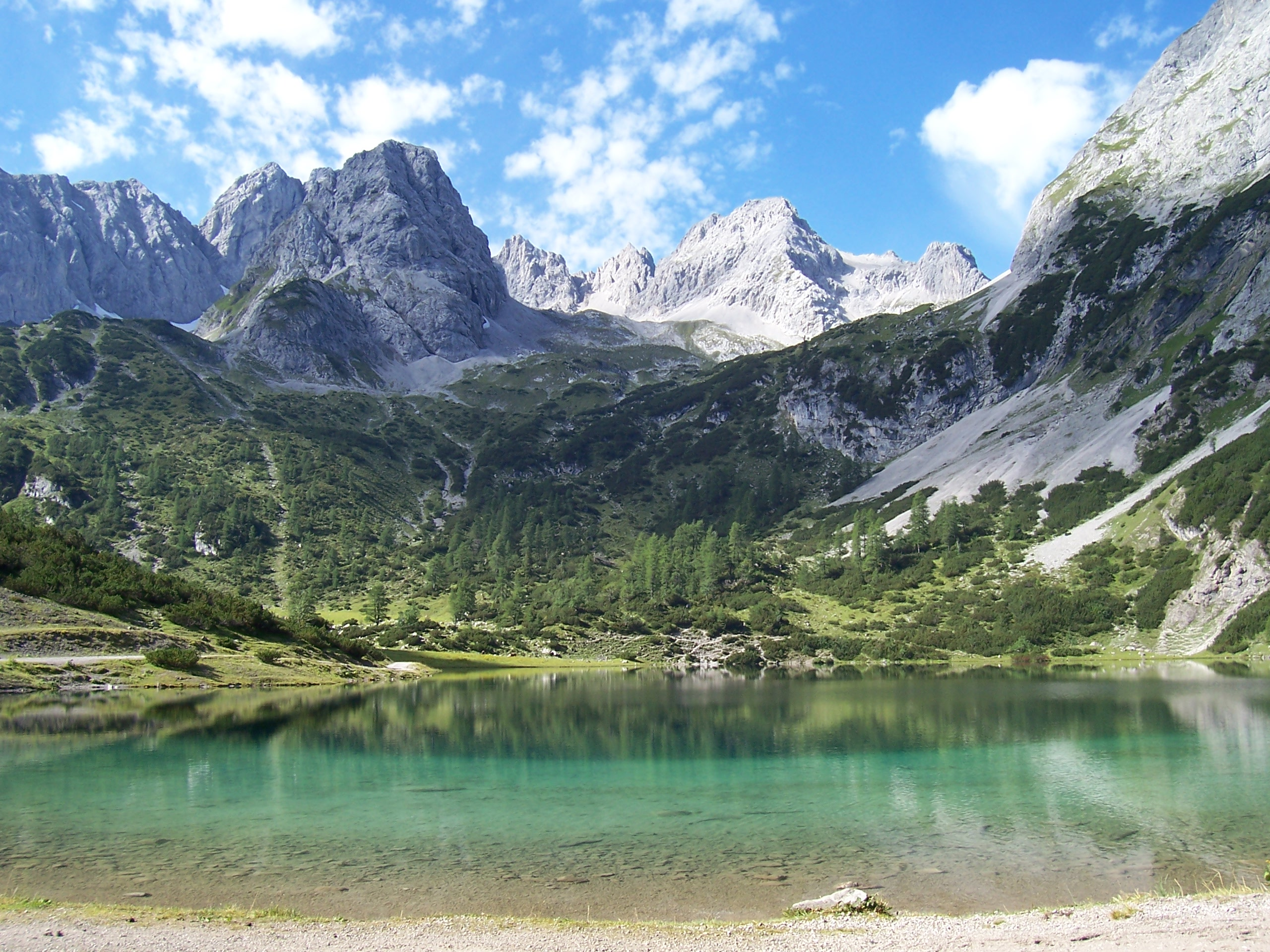

47°21′28″N 10°55′35″E / 47.35778°N 10.92639°E
前德拉亨山（德語：Vorderer Drachenkopf），是奧地利的山峰，位於該國西部，由蒂羅爾州負責管轄，屬於米耶明山脈的一部分，海拔高度2,302米，每年平均降雨量1,698毫米。